# Misodendron angulatum
Misodendron angulatum är en tvåhjärtbladig växtart som beskrevs av Rodolfo Amando Philippi. Misodendron angulatum ingår i släktet Misodendron och familjen Misodendraceae. Inga underarter finns listade i Catalogue of Life.